# La Ferté-Loupière
La Ferté-Loupière è un comune francese di 595 abitanti situato nel dipartimento della Yonne, nella regione della Borgogna-Franca Contea.

## Società

### Evoluzione demografica
Abitanti censiti